# Mannophryne leonardoi
Espèce
Statut de conservation UICN

 EN A2ae : En danger
Mannophryne leonardoi est une espèce d'amphibiens de la famille des Aromobatidae.

## Répartition
Cette espèce est endémique du massif de Turimiquire au Venezuela. Elle se rencontre du niveau de la mer à 1 650 m d'altitude dans les États d'Anzoátegui, de Monagas et de Sucre.

## Étymologie
Cette espèce  est nommée en l'honneur de Leonardo De Sousa.

## Publication originale
- Manzanilla, La Marca, Jowers, Sánchez & García-París, 2007 "2005" : Un nuevo mannophryne (amphibia:anura:dendrobatidae) del macizo del turimiquire, noreste de venezuela. Herpetotropicos, vol. 2, no 2, p. 105-113 (texte intégral).